# Manuel Cargaleiro
Manuel Alves Cargaleiro (Vila Velha de Ródão, 16 marzo 1927 – Lisbona, 30 giugno 2024) è stato un ceramista e pittore portoghese.

## Biografia
Dopo aver trascorso la gioventù tra Almada e Seixal, nel 1949 partecipò alla prima Fiera della Ceramica organizzata da António Ferro a Lisbona e nel 1952 tenne la prima mostra individuale di ceramica organizzata dal Secretariado Nacional de Informação (SNI).
Nel 1957 si trasferì a Parigi, dove venne rappresentato permanentemente alla Galerie Albert Loeb. In seguito insegnò l'arte della ceramica presso la Scuola di Arti Decorative António Arroyo.
Il 31 gennaio 1990 istituì a Lisbona la Fondazione Manuel Cargaleiro, alla quale offrì una vasta raccolta delle sue opere e una collezione composta da oggetti di tematiche varie. A Lisbona allestì inoltre un laboratorio nella Fábrica de Cerâmica da Viúva Lamego. 
Nel 1999, dopo aver ricevuto il premio "Viaggio attraverso la ceramica" a Vietri sul Mare, intraprese una profonda collaborazione artistica in Costiera amalfitana, inaugurando nel 2004 il Museo Artistico Industriale di Ceramica Manuel Cargaleiro, che venne ospitato a Vietri sul Mare fino a dicembre 2010 e trasferito nel 2014 presso la Fondazione Museo Manuel Cargaleiro a Ravello.
Il 9 settembre 2005 fu aperto al pubblico e gli venne dedicato il Museu Cargaleiro, allestito a Castelo Branco.
A partitre dagli anni 2000 Cargaleiro arricchì la sua creazione collaborando con Didier Marien della Galerie Boccara su una serie di tappeti artistici.

## Opere

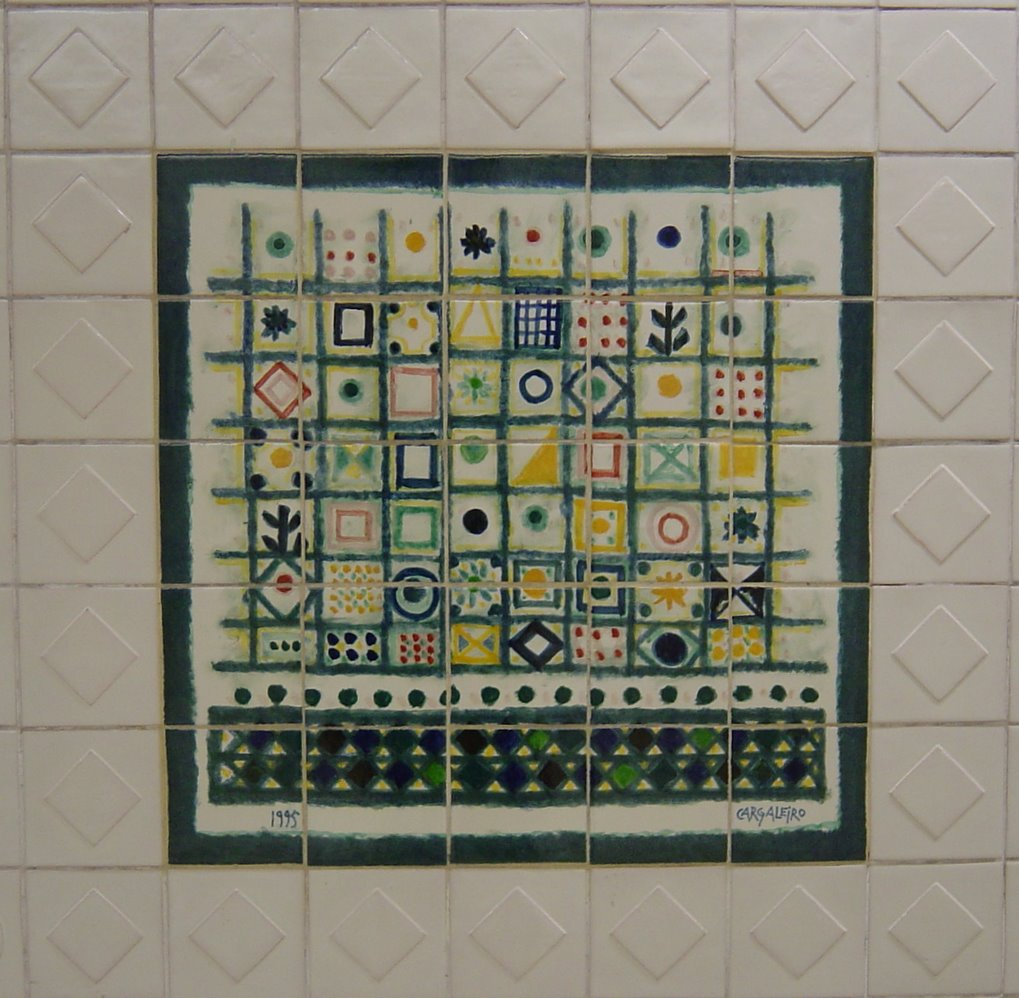
Il pannello ceramico di Cargaleiro installato nella stazione Champs Élysées - Clemenceau della Metropolitana di Parigi

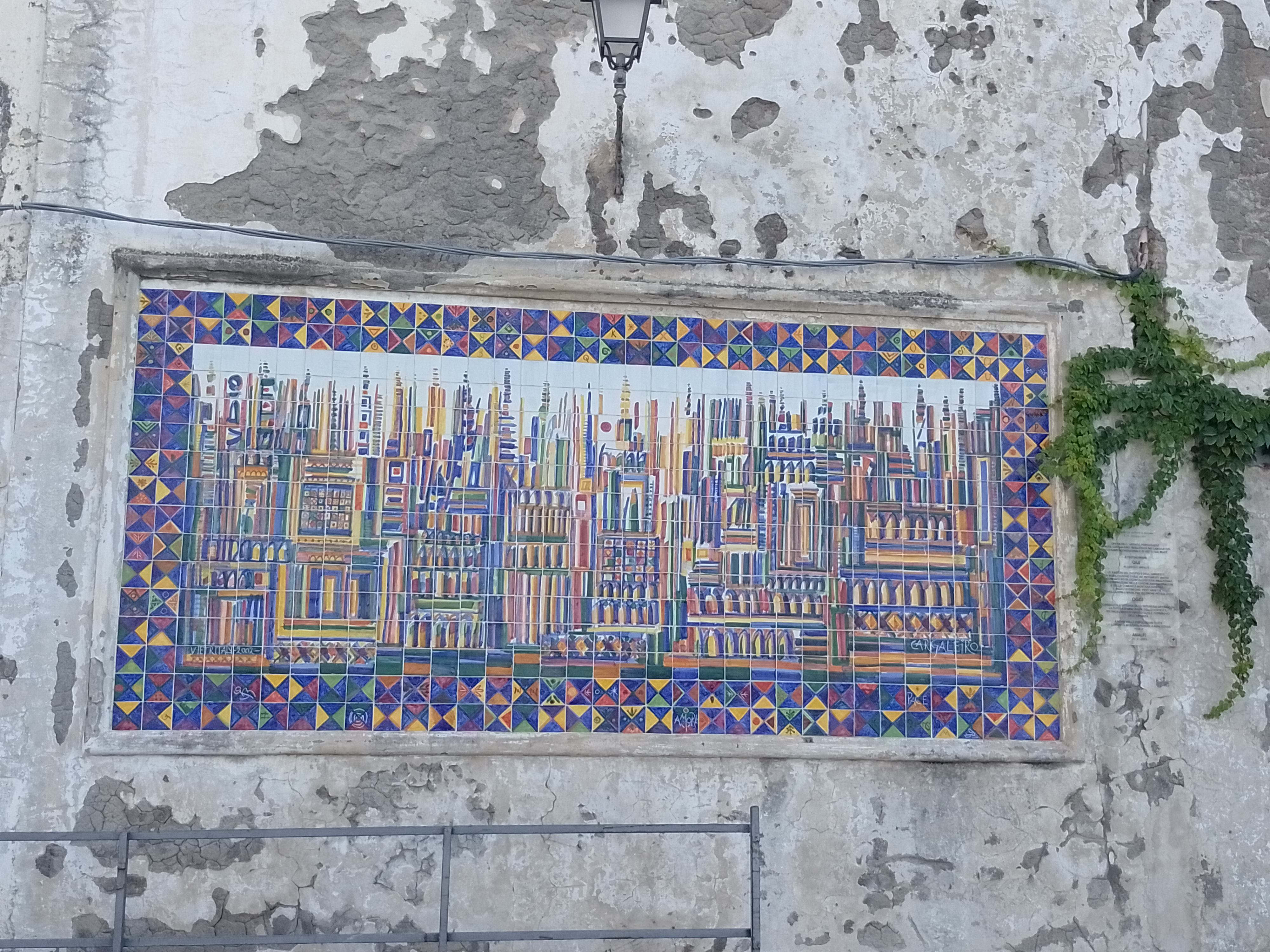
Il pannello ceramico "Io preferisco i fiori" realizzato da Cargaleiro nel 2002 ed installato ad Amalfi

Lo stile di Manuel Cargaleiro fu influenzato dagli artisti della Scuola di Parigi, tra cui Robert Delaunay, Max Ernst, Victor Vasarely e Paul Klee, e basato su moduli geometrici e colori primari, suggerendo movimento nello spazio. Particolarmente degni di nota furono i pannelli in ceramica per:
- il giardino municipale di Almada;
- la facciata della chiesa di Moscavide (1956);
- la facciata dell'Istituto franco-portoghese di Lisbona (1983);
- la stazione Champs-Élysées-Clemenceau della Metropolitana di Parigi (1995);
- la scuola secondaria a lui intitolata il 25 novembre 1994[9] a Seixal (1998)
- la stazione di servizio a Óbidos sull'Auto-Estrada do Atlântico A15 (2000);
- una fontana nel giardino pubblico di Castelo Branco (2004);
- le stazioni Colégio Militar/Luz e Rato della Metropolitana di Lisbona;
- i comuni di Amalfi[10], Atrani e Ravello.[11]